# Марьянович, Маре
Ма́ре Марья́нович (сербохорв. Mare Marjanović / Маре Марјановић; 1904, Австро-Венгрия — 6 марта 1983) — югославский хорватский футболист, защитник. Участник Олимпиады 1924 года.

## Карьера

### Клубная
Всю свою игровую карьеру провёл в загребском клубе ХАШК.

### В сборной
В составе главной национальной сборной Королевства СХС дебютировал 26 мая 1924 года в единственном матче сборной на Олимпиаде 1924 года, где его команда уступила будущим победителям этого розыгрыша сборной Уругвая со счётом 0:7, а последний раз сыграл за сборную 3 октября 1926 года в проходившем в Загребе товарищеском матче со сборной Румынии, в котором его команда потерпела поражение со счётом 2:3. Всего провёл за главную сборную страны 6 матчей.